# Ingrid Ohlsson
Ingrid Linnea Ohlsson, (senare Sjölander) född 31 maj 1950 i Järfälla, är en svensk orienterare.
Ohlsson blev världsmästarinna i stafett 1976. Hon har blivit svensk mästarinna två gånger samt tagit ett NM-silver. Hon tävlar för Järfälla OK.